# Weddersleben
Weddersleben este un cartier al orașului Thale din landul Saxonia-Anhalt, Germania. Până în 2008 a fost o comună.